# USS Makin Island (LHD-8)
Pour les autres navires du même nom, voir USS Makin Island.
Le USS Makin Island (LHD-8) est un Landing Helicopter Dock de classe Wasp de l'US Navy. Le principal rôle de ce navire est d'appuyer une force de débarquement de Marines. Il est le deuxième navire à porter ce nom dans cette marine, en mémoire du raid des Marines américains contre les forces japonaises stationnées sur l'île de Makin pendant la seconde guerre mondiale. Ce navire fut construit par le chantier naval Ingalls de Pascagoula, dans le Mississippi.

## Carrière militaire
En mars 2021, dans un contexte de nouvelles tensions sur le programme nucléaire iranien, l'USS Makin Island participe à des manœuvres navales au large du golfe d'Oman au coté du croiseur USS Port Royal, du porte-avions français Charles de Gaulle, de la frégate belge Léopold Ier et du destroyer japonais JS Ariake (en),.